# برزویه طبیب
بُرْزویه، پزشک نامدار و پیشوای پزشکان ایران در عصر خسرو انوشیروان ساسانی، گردآورندهٔ کلیله و دمنه و احتمالاً مترجم پنجه تنتره از سانسکریت به فارسی میانه – که بخشی از کلیله و دمنه را تشکیل می‌دهد – بوده‌است. این نام در فارسی میانه به شکل برزوی، ساخته شده از دو جزء «بُرز» به معنای بلند مرتبه و متعالی و پسوند تحبیب «اوی» آمده و در فارسی باستان به صورت برزآویا (Brz-auya) آمده‌است.
برزویه، پزشک و دانشمند دربار انوشیروان با کسب اجازه از شاهنشاه برای بدست آوردن گیاهی که مرده‌ها را زنده می‌کند مسافرتی به هندوستان کرد و در آنجا کوشید تا مطلوبش را پیدا کند ولی موفق نشد اما دانشمندان هندی به او گفتند آن گیاه کتاب کلیلک و دمنک است و آن نادانان و نابخردان را که به مثابه مردگان‌اند عاقل می‌سازد و بدین ترتیب به آن‌ها زندگی می‌بخشد. برزویه کتاب مزبور را به ایران آورد و آن را به پارسی میانه (پهلوی) ترجمه کرد. در سده هشتم میلادی عبدالله ابن مقفع آن را زیر عنوان کلیله و دمنه از پهلوی به عربی ترجمه کرد، و از آن پس کتاب به زبان‌های مختلف جهان ترجمه شد.

## برزویه و بزرگمهر
در برخی نوشتارها بزرگمهر، وزیر دربار ساسانی در زمان انوشیروان با برزو یا برزویه پزشک دربار انوشیروان به نادرستی یکسان انگاشته شده‌ است که شاید به دلیل هم‌ زمانی این دو بوده باشد.

## زندگی‌نامه
چنین گوید برزویه طبیب، مقدم اطبای پارس، که پدر من از لشکریان بود و مادر من از خانه علمای دین زرتشت بود؛ و اول نعمتی که ایزد تعالی و تقدس، بر من تازه گردانید، دوستی پدر و مادر بود و شفقت ایشان بر حال من، چنان‌که از برادران و خواهران مستثنی شدم و به مزید تربیت و ترشیح مخصوص گشت؛ و چون سال عمر به هفت رسید، مرا بر خواندن علم و طب تحریص نمودند؛ و چندانکه اندک وقوفی افتاد و فضیلت آن بشناختم، به رغبت صادق و حرص غالب در تعلم آن کوشیدم، تا بدان صنعت شهرتی یافتم و در معرض معالجت بیماران آمدم. آنگاه نفس خویش را میان چهار کار که تکاپوی اهل دنیا از آن نتواند گذشت، مخیر گردانیدم: وفور مال و لذات حال، و ذکر سایر و ثواب باقی؛ و پوشیده نماند که علم طب نزدیک همهٔ خردمندان و در تمامی دین‌ها ستوده‌است؛ و در کتب آورده‌اند که فاضل‌تر اطبا آن است که بر معالجت از جهت ذخیرت آخرت مواظبت نماید، که به ملازمت این سیرت نصیب دنیا هر چه کامل‌تر بیاید و رستگاری عقبی مدخر گردد، چنان‌که غرض کشاورز در پراکندن تخم، دانه باشد که قوت او باشد، اما کاه که علف ستوران است به تبع آن هم حاصل آید. از جمله بر این کار اقبال تمام کردم و هر کجا بیماری نشان یافتم که در وی امید صحت بود، معالجت او بر وجه حسبت بر دست گرفتم، (برای رضای خدا و بدون طمع و اجر) و چون یک چند بگذشت و طایفه‌ای را از امثال خود در مال و جاه بر خویشتن سابق دیدم، نفس بدان مایل گشت، و تمنی مراتب این جهانی بر خاطر گذشتن گرفت، و نزدیک آمد که پای از جای بشود. با خود گفتم: «ای نفس! میان منافع و مضار خویش فرق نمی‌کنی، و خردمند چگونه آرزوی چیزی در دل جای دهد که رنج و تبعت آن بسیار باشد و انتفاع و استمتاع اندک؟ و اگر در عاقبت کار و هجرت سوی گور فکر شافی واجب داری، حرص و شَرَه این عالم فانی به سرآید؛ و قوی‌تر سببی ترک دنیا را مشارکت این مشتی دون عاجز است که بدان مغرور گشته‌اند. از این اندیشه ناصواب درگذر و همت بر اکتساب ثواب مقصور گردان، که راه مخوف است و رفیقان ناموافق و رحلت «نزدیک و هنگام حرکت» (به سوی مرگ) نامعلوم… به صواب آن لایق تر که بر معالجت مواظبت نمایی و بدان التفات نکنی که مردمان قدر طبیب ندانند، لکن در آن نگر که اگر توفیق باشد و یک شخص را از چنگال مشقت خلاصی طلبیده آید، آمرزش بر اطلاق مستحکم شود؛ آنجا که جهانی از تمتع آب و نان و معاشرت جفت و فرزند محروم مانده باشند، و به علت‌های مزمن و دردهای مهلک مبتلا گشته، اگر در معالجت ایشان برای حِسبَت سعی پیوسته آید و صحت و خفت ایشان تحری افتد، اندازهٔ خیرات و مثوبات آن کی توان شناخت؟» چون بر این سیاقت در مخاصمت نفس مبالغت نمودم، به راه راست بازآمد و به رغبت صادق و حسبت بی‌ریا به علاج بیماران پرداختم و روزگار در آن مُستغرق گردانیدم تا به میان آن، درهای روزی بر من گشاده گشت.

## کارها
سیریل الگود در کتاب تاریخ پزشکی ایران، برزویه را همان بزرگمهر طبیب، وزیر انوشیروان می‌داند و می‌گوید: فرمول برخی از داروها که در کتاب تریاق سراپیون آمده‌است، مربوط به اوست. از جمل‍هٔ این داروها، قرص برزویه (پیلوله برزویتیس ساپی نیتیس: pillulae barzuiatis sapinitis) است که در ترجم‍هٔ لاتینی کتاب فوق وجود دارد.
به گفت‍هٔ الگود، رازی نیز از بزرگمهر یا برزویه اطلاع داشته و در الحاوی از آن‌ها نام برده.
از کارهای دیگر برزویه پزشک، برگرداندن نسکی به نام پنجه تنتره از سانسکریت به زبان پهلوی است. کتاب دیگری به نام حکمت هندی، که در سال ۱۰۷۰ میلادی (۴۶۲ هجری قمری) بدست شمعون انتاکی از تازی به یونانی برگردانده شد را هم از برزویه می‌دانند.